# Gavril Coman
Gavril Coman (n. 1883, Vișeu de Jos, România – d. 1952, Vișeu de Jos, Maramureș, România) a fost delegat la Marea Adunare Națională de la Alba Iulia din 1 decembrie 1918. A fost judele (primarul) localității Vișeu de Jos. Pe data de 27 noiembrie 1918 Coman Gavril, poreclit „a lui Surdic”, a fost ales împreună cu cei cinci delegați de pe Valea Vișeului, să meargă ca delegat la Alba Iulia(delegații fiind votați chiar în localitate dânsului- Vișeu de Jos).

## Date biografice
A fost membru al Partidului Național Liberal(P.N.L) și primar în perioada interbelică în Vișeul de Jos.